# 10034 Birlan
10034 Birlan (1981 YG) este un asteroid din centura principală, descoperit pe 30 decembrie 1981 de către  Edward L. G. Bowell la Anderson Mesa Station of the Lowell Observatory. 

## Denumirea asteroidului
Asteroidul a primit numele în onoarea astronomului român Mirel Bîrlan, originar din satul Vieru, în județul Giurgiu. Actualmente este cercetător la Institutul de Mecanică Cerească și Calculul Efemeridelor din Paris.

## Caracteristici
Corpul ceresc 10034 Birlan prezintă o orbită caracterizată de o semiaxă majoră egală cu 2,5826297 u.a. și de o excentricitate de 0,1316086, înclinată cu 14,82555° față de ecliptică.